# Canton de Guingamp
Le canton de Guingamp est une circonscription électorale française située dans le département des Côtes-d'Armor et la région Bretagne.

## Histoire
- Le canton de Guingamp a été créé en 1793 et modifié en 1801 et 2015[2].

- De 1833 à 1848, les cantons de Guingamp et de Plouagat avaient le même conseiller général. Le nombre de conseillers généraux était limité à 30 par département[5].

- Un nouveau découpage territorial des Côtes-d'Armor entre en vigueur à l'occasion des élections départementales de mars 2015, défini par le décret du 13 février 2014[4], en application des lois du 17 mai 2013 (loi organique 2013-402 et loi 2013-403)[6]. Les conseillers départementaux sont, à compter de ces élections, élus au scrutin majoritaire binominal mixte. Les électeurs de chaque canton élisent au Conseil départemental, nouvelle appellation du Conseil général, deux membres de sexe différent, qui se présentent en binôme de candidats. Les conseillers départementaux sont élus pour 6 ans au scrutin binominal majoritaire à deux tours, l'accès au second tour nécessitant 12,5 % des inscrits au 1er tour. En outre la totalité des conseillers départementaux est renouvelée.

- Ce nouveau mode de scrutin nécessite un redécoupage des cantons dont le nombre est divisé par deux avec arrondi à l'unité impaire supérieure si ce nombre n'est pas entier impair, assorti de conditions de seuils minimaux[7]. Dans les Côtes-d'Armor, le nombre de cantons passe ainsi de 52 à 27. Le nombre de communes du canton de Guingamp passe de 8 à 9.

- Le nouveau canton de Guingamp est formé de communes des anciens cantons de Plouagat (1 commune), de Guingamp (6 communes) et de Lanvollon (2 communes). Avec ce redécoupage administratif, le territoire du canton s'affranchit des limites d'arrondissements, avec 7 communes incluses dans l'arrondissement de Guingamp et 2 dans l'arrondissement de Saint-Brieuc. Le bureau centralisateur est situé à Guingamp.

## Représentation

### Conseillers d'arrondissement (de 1833 à 1940)
| Période                                  | Période | Identité                                                 | Étiquette | Qualité |
| ---------------------------------------- | ------- | -------------------------------------------------------- | --------- | --- |
| 1833                                     | 1839    | Jean Jacques Grégoire Clech-Kerthomas (1777-1847)        |           | Ancien secrétaire de la sous-préfecture, notaire à Louargat puis à Guingamp, adjoint au maire de Guingamp   |
| 1839                                     | 1842    | Louis Ollivier                                           |           | Avoué, maire de Guingamp (1838-1842)                                                                        |
| 1842                                     | 1848    | François Antoine Vistorte (1797-1854)                    |           | Notaire à Guingamp                                                                                          |
|                                          |         |                                                          |           | |
| av.1856                                  | 1861    | Joseph Le Camus                                          |           | Avoué licencié à Guingamp                                                                                   |
| 1861                                     | 1871    | Marcellin de Couaridouc, Marquis de Kernabat (1803-1870) |           | Propriétaire, maire de Plouisy                                                                              |
| 1871                                     |         | Jean-Baptiste Mahé                                       |           | Propriétaire, maire de Plouisy (1870 à 1880) Nommé percepteur à Gouarec                                     |
|                                          |         |                                                          |           | |
| 1895                                     | 1913    | François Le Bail (1846-1927)                             | Rad.      | Cultivateur, éleveur de chevaux, adjoint au maire de Pabu                                                   |
| 1913                                     | 1928    | René-Aimé Kerfaut                                        | Rad.      | Négociant entrepreneur de transports à Guingamp                                                             |
| 1928                                     | 1937    | Yves Augel                                               | SFIO      | Cultivateur exploitant à Guingamp, conseiller municipal de Grâces                                           |
| 1937                                     | 1940    | Yves Offret                                              | Rad.      | Entrepreneur, maire de Ploumagoar                                                                           |
| 1940                                     |         |                                                          |           | Les conseils d'arrondissement ont été suspendus par la loi du 12 octobre 1940 et n'ont jamais été réactivés |
| Les données manquantes sont à compléter. |         |                                                          |           | |

### Conseillers généraux de 1833 à 2015
| Période       | Période                   | Identité                                           | Étiquette                | Qualité |
| ------------- | ------------------------- | -------------------------------------------------- | ------------------------ | --- |
| 1833          | 1839                      | Baron Désiré François Marie Sauveur de la Chapelle | Majorité ministérielle   | Propriétaire - Maire de Guingamp (1830-1838) Député (1834-1839)                                                          |
| 1839          | 1842                      | Armand de Floyd de Tréguibe de la Salle            |                          | Propriétaire, maire de Pommerit-le-Vicomte                                                                               |
| 1842          | 1848                      | Louis Ollivier (1796-1881)                         |                          | Avoué, ancien maire de Guingamp, conseiller d'arrondissement                                                             |
| 1848          | 1852                      | Jean Riou                                          |                          | Notaire à Guingamp |
| 1852          | 1861 (décès)              | Aristide Alexandre Buhot                           |                          | Notaire, juge de paix, négociant, maire de Guingamp                                                                      |
| 1861          | 1870                      | Louis Ollivier (1796-1881)                         |                          | Avoué, ancien maire de Guingamp                                                                                          |
| 1870          | 1871                      | Comte Hyacinthe de Bois-Boissel                    | Légitimiste              | Juge d'instruction Député (1871-1876)                                                                                    |
| 1871          | 1879 (décès)              | Jean-François Huon                                 | Gauche républicaine      | Avocat, Propriétaire à Guingamp. Député (1876-1877, 1878-1879)                                                           |
| 1879          | 1886                      | Auguste Ollivier (fils de L.Ollivier)              | Monarchiste              | Ancien juge au Tribunal civil Député (1879-1888) Sénateur (1888-1912)                                                    |
| 1886          | 1902 (décès)              | Yves Riou                                          | Républicain Progressiste | Avocat Député (1898-1902) Maire de Guingamp (1879-1902)                                                                  |
| 1902          | 1904                      | Joseph Martin                                      | Républicain Libéral      | Médecin à Guingamp |
| 1904          | 1906 (décès)              | Ernest Marie Droniou                               | Républicain              | Commerçant et négociant à Guingamp                                                                                       |
| 1907          | 1919                      | Jean Marie Lorgeré                                 | Rad.                     | Avoué Maire de Guingamp (1904-1912)                                                                                      |
| 1919          | 1922                      | Yves Salaün                                        | Rad.                     | Avocat Maire de Guingamp (1919-1922)                                                                                     |
| 1922          | 1928                      | Louis Le Goffic                                    | URD                      | Négociant en grains Maire de Guingamp (1922-1925)                                                                        |
| 1928          | 1931                      | René-Aimé Kerfaut                                  | Rad.                     | Négociant entrepreneur de transports à Guingamp                                                                          |
| 1931          | 1940                      | André Lorgeré                                      | Rad.                     | Avoué Maire de Guingamp (1904-1912) Ancien sous-secrétaire d'Etat (1934) Député (1928-1936)                              |
|               |                           |                                                    |                          | |
| 1945          | 1951                      | Jean-Marie Le Hénaff                               | PCF                      | Employé du gaz puis cafetier                                                                                             |
| 1951          | 1958                      | François Leizour                                   | PCF                      | Professeur de philosophie                                                                                                |
| 1958          | 1964                      | Joseph Le Monnier                                  | Rad.                     | Pharmacien, adjoint au maire de Guingamp Ancien résistant                                                                |
| 1964          | 1982                      | François Leizour                                   | PCF                      | Professeur de philosophie Député (1978-1981) maire de Guingamp (1977-1983)                                               |
| 1982          | 1988                      | Yvon Le Merrer                                     | PS                       | Professeur de lycée (lettres classiques) Ancien Maire PSU de Pabu (1965-1971) Adjoint au Maire de Ploumagoar (1977-1983) |
| 1988          | 2001 (décès)              | Christian Le Verge                                 | PCF                      | Instituteur puis PEGC Maire de Ploumagoar (1978-2001) Suppléant du député Félix Leyzour (1997-2001)                      |
| 2001          | décembre 2005 (démission) | Josette Horvais                                    | PS                       | Professeur, Ploumagoar                                                                                                   |
| décembre 2005 | juin 2012 (démission)     | Annie Le Houérou                                   | PS                       | Fonctionnaire de catégorie A Maire de Guingamp (2008-2014) Députée (2012-2017)                                           |
| juillet 2012  | 2015                      | Didier Robert                                      | PS                       | Cadre bancaire Conseiller municipal de Ploumagoar                                                                        |

### Conseillers départementaux à partir de 2015
| Période élective | Période élective | Mandat | Mandat           | Identité            | Nuance | Nuance | Qualité                                                                                        |
| ---------------- | ---------------- | ------ | ---------------- | ------------------- | ------ | ------ | ---------------------------------------------------------------------------------------------- |
| 2015             | 2021             | 2015   | 2021             | Laurence Corson     |        | LREM   | Professeure, maire du Merzer (depuis 2008)                                                     |
| 2015             | 2021             | 2015   | 2017 (démission) | Yannick Kerlogot    |        | LREM   | Professeur des écoles, conseiller municipal de Guingamp (2008-2020) Député LREM (2017-2022)    |
| 2015             | 2021             | 2017   | 2021             | Bernard Hamon       |        | DVG    | Retraité, maire de Ploumagoar (2010-2020), ancien Président de Guingamp Communauté (2014-2016) |
| 2021             | 2028             | 2021   | en cours         | Guillaume Louis     |        | PS     | Attaché territorial, conseiller municipal de Pabu                                              |
| 2021             | 2028             | 2021   | en cours         | Anne-Marie Pasquiet |        | DVG    | Ancienne cadre bancaire, maire de Saint-Agathon                                                |

### Résultats détaillés

#### Élections de mars 2015
À l'issue du 1er tour des élections départementales de 2015, deux binômes sont en ballottage : Laurence Corson et Yannick Kerlogot (DVD, 43,27 %) et Pierre-Yves Conan et Francette Le Garff-Truhaud (PS, 22,77 %). Le taux de participation est de 54,29 % (10 077 votants sur 18 561 inscrits) contre 56,24 % au niveau départementalet 50,17 % au niveau national.
Au second tour, Laurence Corson et Yannick Kerlogot (DVD) sont élus avec 63,35 % des suffrages exprimés et un taux de participation de 53,17 % (5 708 voix pour 9 865 votants et 18 555 inscrits).
Laurence Corson est apparentée LREM.

#### Élections de juin 2021
Le premier tour des élections départementales de 2021 est marqué par un très faible taux de participation (33,26 % au niveau national). Dans le canton de Guingamp, ce taux de participation est de 36,32 % (6 883 votants sur 18 952 inscrits) contre 39,37 % au niveau départemental. À l'issue de ce premier tour, deux binômes sont en ballottage : Guillaume Louis et Anne-Marie Pasquiet (Union à gauche, 32,8 %) et Thierry Buhé et Guilda Guillaumin (Divers, 21,63 %).
Le second tour des élections est marqué une nouvelle fois par une abstention massive équivalente au premier tour. Les taux de participation sont de 34,3 % au niveau national, 40,31 % dans le département et 36,84 % dans le canton de Guingamp. Guillaume Louis et Anne-Marie Pasquiet (Union à gauche) sont élus avec 57,44 % des suffrages exprimés (3 630 voix pour 6 982 votants et 18 954 inscrits),,. 

## Composition

### Composition de 1793 à 1801
De 1793 à 1801, le canton de Guingamp était constitué de 6 communes :
- Grâces
- Guingamp
- Pabu
- Plouisy
- Ploumagoar
- Saint-Agathon

### Composition de 1801 à 2015

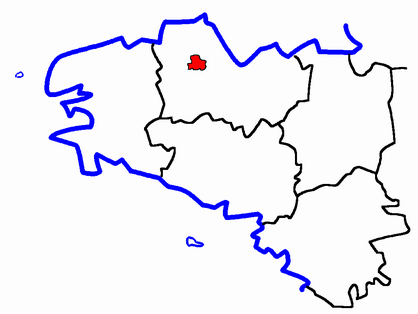
Situation du canton de Guingamp dans le département des Côtes-d'Armor avant 2015.

En 1801, deux nouvelles communes intègrent le canton de Guingamp : Coadout, auparavant dans le canton de Gurunhuel et Moustéru, issue du canton de Bourbriac.
| Nom                  | Code Insee | Codepostal | Superficie (km2) | Population (dernière pop. légale) | Densité (hab./km2) |
| -------------------- | ---------- | ---------- | ---------------- | --------------------------------- | ------------------ |
| Guingamp (chef-lieu) | 22070      | 22200      | 3,41             | 7 235 (2012)                      | 2 122              |
| Coadout              | 22040      | 22970      | 9,73             | 569 (2012)                        | 58                 |
| Grâces               | 22067      | 22200      | 14,07            | 2 464 (2012)                      | 175                |
| Moustéru             | 22156      | 22200      | 14,28            | 695 (2012)                        | 49                 |
| Pabu                 | 22161      | 22200      | 7,83             | 2 799 (2012)                      | 357                |
| Plouisy              | 22223      | 22200      | 23,63            | 1 975 (2012)                      | 84                 |
| Ploumagoar           | 22225      | 22970      | 32,07            | 5 243 (2012)                      | 163                |
| Saint-Agathon        | 22272      | 22200      | 14,56            | 2 180 (2012)                      | 150                |

### Composition depuis 2015
Le nouveau canton de Guingamp comprend neuf communes entières.
| Nom                              | Code Insee | Intercommunalité                  | Superficie (km2) | Population (dernière pop. légale) | Densité (hab./km2) | Modifier                                    |
| -------------------------------- | ---------- | --------------------------------- | ---------------- | --------------------------------- | ------------------ | ------------------------------------------- |
| Guingamp (bureau centralisateur) | 22070      | CA Guingamp-Paimpol Agglomération | 3,41             | 7 127 (2022)                      | 2 090              | modifier les données · modifier les données |
| Goudelin                         | 22065      | CC Leff Armor Communauté          | 22,98            | 1 716 (2022)                      | 75                 | modifier les données · modifier les données |
| Grâces                           | 22067      | CA Guingamp-Paimpol Agglomération | 14,07            | 2 588 (2022)                      | 184                | modifier les données · modifier les données |
| Le Merzer                        | 22150      | CC Leff Armor Communauté          | 12,63            | 974 (2022)                        | 77                 | modifier les données · modifier les données |
| Pabu                             | 22161      | CA Guingamp-Paimpol Agglomération | 7,83             | 2 769 (2022)                      | 354                | modifier les données · modifier les données |
| Plouisy                          | 22223      | CA Guingamp-Paimpol Agglomération | 23,63            | 2 013 (2022)                      | 85                 | modifier les données · modifier les données |
| Ploumagoar                       | 22225      | CA Guingamp-Paimpol Agglomération | 32,07            | 5 418 (2022)                      | 169                | modifier les données · modifier les données |
| Pommerit-le-Vicomte              | 22248      | CC Leff Armor Communauté          | 33,03            | 1 842 (2022)                      | 56                 | modifier les données · modifier les données |
| Saint-Agathon                    | 22272      | CA Guingamp-Paimpol Agglomération | 14,56            | 2 202 (2022)                      | 151                | modifier les données · modifier les données |
| Canton de Guingamp               | 2205       |                                   | 164,21           | 26 649 (2022)                     | 162                | modifier les données                        |

## Démographie

### Démographie avant 2015
| 1962   | 1968   | 1975   | 1982   | 1990   | 1999   | 2006   | 2011   | 2012   |
| ------ | ------ | ------ | ------ | ------ | ------ | ------ | ------ | ------ |
| 17 722 | 18 752 | 20 778 | 22 173 | 22 000 | 22 136 | 22 760 | 23 050 | 23 160 |

### Démographie depuis 2015
En 2022, le canton comptait 26 649 habitants, en évolution de +1,29 % par rapport à 2016 (Côtes-d'Armor : +1,78 %, France hors Mayotte : +2,11 %).
| 2013   | 2018   | 2022   |
| ------ | ------ | ------ |
| 26 340 | 26 443 | 26 649 |